# Нижние Киги
Нижние Киги (баш. Түбәнге Ҡыйғы) — село в Кигинском районе Республики Башкортостан Российской Федерации. Административный центр Нижнекигинского сельсовета. Согласно переписи 2020 года численность населения составляла 1132 человека.

## Этимология
Название поселения Нижние Киги имеет тюркское происхождение и является адаптацией местного названия Түбәнге Ҡыйғы, где слово Түбәнге — «нижний», служит для отличия от поселения Верхние Киги, а слово Ҡыйғы от местного наименования реки Киги с переводом — «изломанная, кривая».

## География

### Географическое положение
Расстояние до:
- районного центра (Верхние Киги): 17 км,
- ближайшей ж/д станции (Сулея): 60 км.

## История
Село основано в 1703 году на земле мурзаларских башкир переселенцами из Пермского наместничества.

## Население
| 2002 | 2009  | 2010  |
| ---- | ----- | ----- |
| 1393 | ↗1431 | ↘1380 |

### Национальный состав
Согласно результатам переписи 2002 года, в национальной структуре населения татары составляли 90 %.

## Улицы
| - ул. 40 лет Победы, - ул. 60 лет СССР, - ул. 8 Марта, - ул. Береговая, - ул. Заречная, | - ул. Ибрагима, - ул. Карамалы, - ул. Комсомольская, - ул. Ленина, - ул. Лесная, | - ул. Луговая, - ул. Мира, - ул. Молодёжная, - ул. Нагорная, - ул. Октябрьская, | - ул. Первомайская, - ул. Салавата, - ул. Северная, - ул. Тахавия, - ул. Школьная. |

## Религия
В селе есть мечеть.